# حديقة الأمة

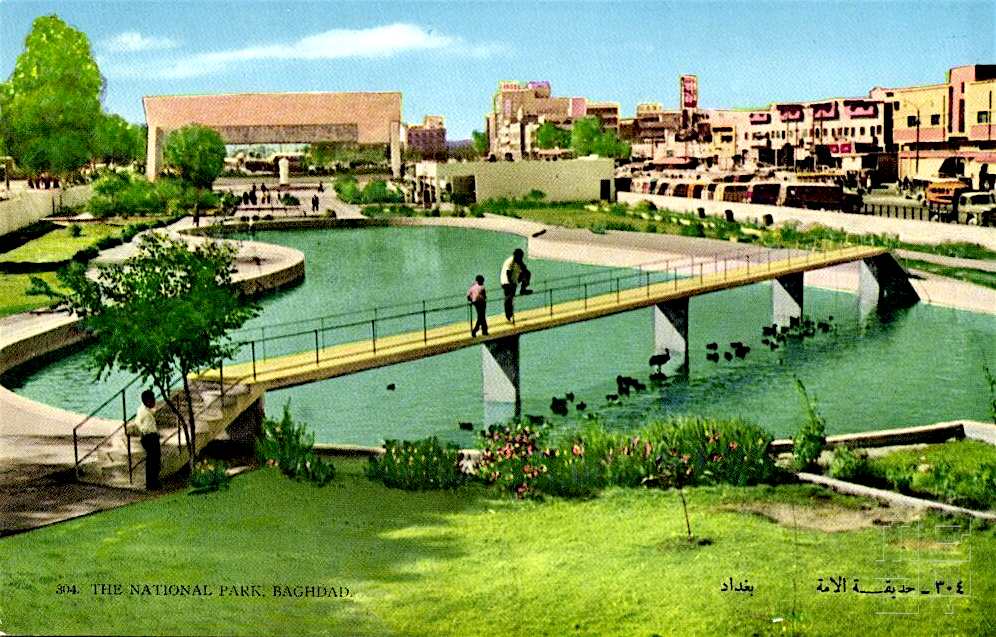
حديقة الأمة في الستينات.

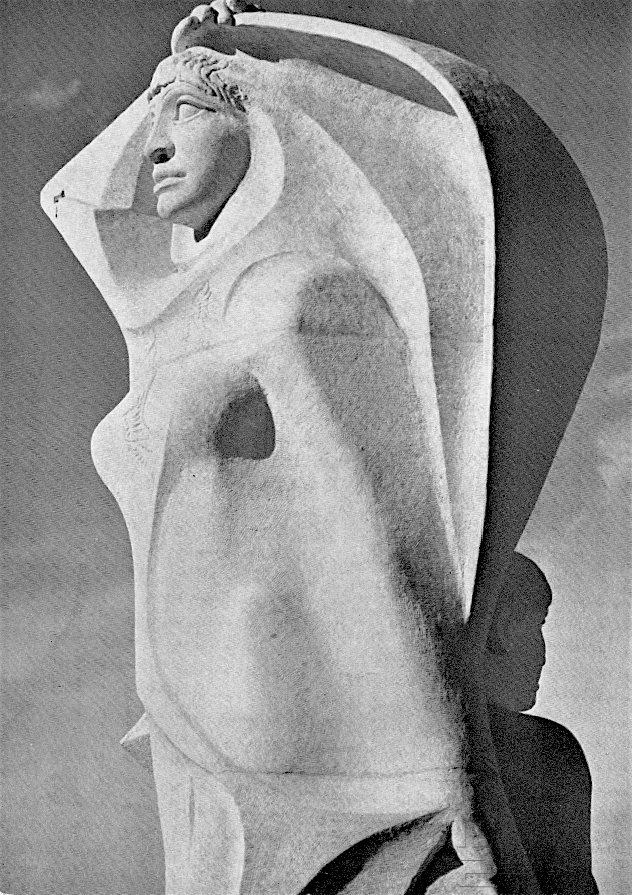
تمثال الأم في حديقة الامة عام 1961.

حديقة الأمة وتقع في منطقة الباب الشرقي وسط بغداد عاصمة العراق. حيث اسست في العهد الملكي وافتتحها الملك غازي سنة 1937 وسميت باسمه، ولكن بعد ثورة تموز 1958، أجريت عليها العديد من التعديلات والتحسينات كالنافورات والبحيرات وزراعة بعض الاشجار وإضافة تمثال الأم وجدارية السلام الكبيرة ونصب الحرية، وتغير اسمها منذ ذلك اليوم وأصبحت حديقة الأمة، ولكن هذه الحديقة أصابها الإهمال خاصة بعد الغزو الأمريكي للعراق عام 2003 بسبب التفجيرات المتعددة بالسيارات المفخخة والعبوات الناسفة إضافة إلى الإهمال لفترات طويلة. إلا ان دائرة أمانة بغداد قامت باعادة افتتاح هذه الحديقة في يوم 25 كانون الأول/ديسمبر سنة 2008 وسط احتفال رسمي وشعبي حضره عدد من المسؤولين السياسيين. وتعتبر حديقة الأمة مركز بغداد التراثي والثقافي وتحتوي على عدد من الرموز التذكارية كنصب الحرية للفنان جواد سليم ولوحة الفنان فائق حسن وتمثال الأم لخالد الرحال.